# Protographium philolaus
Protographium philolaus is een vlinder uit de familie van de pages (Papilionidae). De wetenschappelijke naam van de soort is voor het eerst geldig gepubliceerd in 1836 door Jean Baptiste Boisduval.

## Verspreiding en leefgebied
Deze vlindersoort komt voor van Mexico tot Midden-Amerika.

## Waardplanten
De waardplant van de rups is Sapranthus uit de familie Annonaceae.